# Дуга Ријека
Дуга Ријека је насељено место у општини Расиња, до нове територијалне организације у саставу бивше општине Копривница, у Подравини, Хрватска.

## Становништво
На попису становништва 2011. године, Дуга Ријека је имала 141 становника.

### Број становника по пописима
| Националност   | 2001. | 1991. | 1981. | 1971. | 1961. | 1953. | 1948. | 1931. | 1921. | 1910. | 1900. | 1890. | 1880. | 1869. | 1857. |
| бр. становника | 173   | 201   | 212   | 272   | 343   | 335   | 308   | 483   | 456   | 501   | 375   | 356   | 458   | 432   | 419   |

- напомене:

У 1869. и 1880. те од 1910. до 1931. садржи податке за насеље Мала Ријека.

### Национални састав
| Националност       | 1991.        | 1981.        | 1971.        | 1961.        |
| Срби               | 107 (53,23%) | 109 (51,41%) | 152 (55,88%) | 211 (61,51%) |
| Хрвати             | 88 (43,78%)  | 71 (33,49%)  | 108 (39,70%) | 131 (38,19%) |
| Југословени        | 6 (2,98%)    | 32 (15,09%)  | 12 (4,41%)   | 0            |
| остали и непознато | 0            | 0            | 0            | 1 (0,29%)    |
| Укупно             | 201          | 212          | 272          | 343          |

## Попис1991.
На попису становништва 1991. године, насељено место Дуга Ријека је имало 201 становника, следећег националног састава:
| Попис 1991.‍ | Попис 1991.‍ | Попис 1991.‍ | Попис 1991.‍ | Попис 1991.‍ |
| ----------- | ----------- | ----------- | ----------- | ----------- |
|             |             |             |             |             |
| Срби        | Срби        |             | 107         | 53,23%      |
| Хрвати      | Хрвати      |             | 88          | 43,78%      |
| Југословени | Југословени |             | 6           | 2,98%       |
| укупно: 201 |             |             |             |             |